# Rivière (Indre i Loira)
Rivière és un municipi francès, situat al departament de l'Indre i Loira i a la regió de Centre – Vall del Loira. L'any 2007 tenia 658 habitants.

## Demografia

### Població
El 2007 la població de fet de Rivière era de 658 persones. Hi havia 256 famílies, de les quals 56 eren unipersonals (24 homes vivint sols i 32 dones vivint soles), 88 parelles sense fills, 100 parelles amb fills i 12 famílies monoparentals amb fills.
La població ha evolucionat segons el següent gràfic:
Habitants censats

### Habitatges
El 2007 hi havia 316 habitatges, 269 eren l'habitatge principal de la família, 27 eren segones residències i 20 estaven desocupats. 292 eren cases i 21 eren apartaments. Dels 269 habitatges principals, 209 estaven ocupats pels seus propietaris, 55 estaven llogats i ocupats pels llogaters i 5 estaven cedits a títol gratuït; 2 tenien una cambra, 12 en tenien dues, 50 en tenien tres, 75 en tenien quatre i 130 en tenien cinc o més. 209 habitatges disposaven pel capbaix d'una plaça de pàrquing. A 108 habitatges hi havia un automòbil i a 148 n'hi havia dos o més.

### Piràmide de població
La piràmide de població per edats i sexe el 2009 era:
| Homes | Edats   | Dones |
| ----- | ------- | ----- |
| 0     | 95 o +  | 0     |
| 0     | 90 a 94 | 0     |
| 8     | 85 a 89 | 16    |
| 0     | 80 a 84 | 4     |
| 8     | 75 a 79 | 0     |
| 20    | 70 a 74 | 16    |
| 16    | 65 a 69 | 28    |
| 20    | 60 a 64 | 4     |
| 8     | 55 a 59 | 16    |
| 24    | 50 a 54 | 20    |
| 24    | 45 a 49 | 16    |
| 20    | 40 a 44 | 20    |
| 24    | 35 a 39 | 36    |
| 24    | 30 a 34 | 32    |
| 8     | 25 a 29 | 12    |
| 20    | 20 a 24 | 8     |
| 36    | 15 a 19 | 28    |
| 16    | 10 a 14 | 12    |
| 20    | 5 a 9   | 24    |
| 24    | 0 a 4   | 16    |

## Economia
El 2007 la població en edat de treballar era de 417 persones, 327 eren actives i 90 eren inactives. De les 327 persones actives 292 estaven ocupades (152 homes i 140 dones) i 35 estaven aturades (13 homes i 22 dones). De les 90 persones inactives 39 estaven jubilades, 31 estaven estudiant i 20 estaven classificades com a «altres inactius».

### Ingressos
El 2009 a Rivière hi havia 284 unitats fiscals que integraven 715,5 persones, la mediana anual d'ingressos fiscals per persona era de 17.365 €.

### Activitats econòmiques
Dels 30 establiments que hi havia el 2007, 2 eren d'empreses de fabricació d'altres productes industrials, 8 d'empreses de construcció, 8 d'empreses de comerç i reparació d'automòbils, 4 d'empreses d'hostatgeria i restauració, 1 d'una empresa d'informació i comunicació, 1 d'una empresa financera, 1 d'una empresa immobiliària, 2 d'empreses de serveis, 2 d'entitats de l'administració pública i 1 d'una empresa classificada com a «altres activitats de serveis».
Dels 11 establiments de servei als particulars que hi havia el 2009, 3 eren tallers de reparació d'automòbils i de material agrícola, 1 paleta, 1 guixaire pintor, 3 fusteries, 1 lampisteria, 1 electricista i 1 restaurant.
L'any 2000 a Rivière hi havia 9 explotacions agrícoles que ocupaven un total de 234 hectàrees.

## Equipaments sanitaris i escolars
El 2009 hi havia una escola elemental integrada dins d'un grup escolar amb les comunes properes formant una escola dispersa.

## Poblacions més properes
El següent diagrama mostra les poblacions més properes.